# Камйонка (Монецький повіт)
Камйонка (пол. Kamionka) — село в Польщі, у гміні Ясьонувка Монецького повіту Підляського воєводства.
Населення — 267 осіб (2011).
У 1975-1998 роках село належало до Білостоцького воєводства.

## Демографія
Демографічна структура станом на 31 березня 2011 року:
|          | Загалом | Допрацездатний вік | Працездатний вік | Постпрацездатний вік |
| -------- | ------- | ------------------ | ---------------- | -------------------- |
| Чоловіки | 144     | 33                 | 100              | 11                   |
| Жінки    | 123     | 19                 | 74               | 30                   |
| Разом    | 267     | 52                 | 174              | 41                   |